# 40206 Lhenice
40206 Lhenice este un asteroid din centura principală de asteroizi.

## Descriere
40206 Lhenice este un asteroid din centura principală de asteroizi. A fost descoperit pe 26 septembrie 1998 la Observatorul Kleť de Jana Tichá și Miloš Tichý. Asteroidul prezintă o orbită caracterizată de o semiaxă mare de 3,13 ua, o excentricitate de 0,11 și o înclinație de 13,9° în raport cu ecliptica.